# يزراعيل
يزراعيل هي كيبوتس تقع شمال شرق إسرائيل بالقرب من مدينة العفولة، أقيمت مكان قرية زرعين الفلسطينية.